# Etisus maculatus
Etisus maculatus är en kräftdjursart som först beskrevs av William Stimpson 1860.  Etisus maculatus ingår i släktet Etisus och familjen Xanthidae. Inga underarter finns listade i Catalogue of Life.